# Tamaz Guéorgadzé
Tamaz Guéorgadzé ou Georgadzé est un joueur d'échecs soviétique puis géorgien né le 9 novembre 1947 à Tbilissi. Grand maître international depuis 1977, il a remporté le championnat de la RSS de Géorgie en 1972, le tournoi de Tbilissi 1977 (ex æquo avec Ratmir Kholmov) et le tournoi d'échecs de Dortmund en 1979. En 1983, il finit deuxième du championnat international de RFA à Hanovre, avec 10,5 points sur 15 (+6, =9), devant Iouri Balachov et Eugenio Torre, tournoi remporté par Anatoli Karpov.

## Championnats d'URSS
En 1978, Guéorgadzé finit quatrième du championnat d'URSS à Tbilissi avec 9,5 points sur 17. L'année suivante, en 1979, il fut 5e-8e de la finale à Minsk.

## Compétitions par équipe
Avec l'URSS, Guéorgadzé a remporté l'olympiade universitaire (championnat du monde des étudiants, moins de 26 ans) en 1969.
Guéorgadzé a participé aux quatre premières éditions de la coupe d'Europe des clubs d'échecs avec le club du Bourevstnik Moscou. Avec son club, il a remporté les deux premières éditions et fut finaliste des deux suivantes.
En 1979, il a remporté la médaille d'or individuelle au premier échiquier lors de la spartakiade d'URSS de Moscou avec quatre victoires, trois nulles et une défaite.